# Progressive (Kalafina)
Progressive è un brano musicale del gruppo musicale giapponese Kalafina, pubblicato come loro sesto singolo il 28 ottobre 2009. Il brano è incluso nell'album Red Moon, secondo lavoro del gruppo. Il singolo ha raggiunto la quattordicesima posizione della classifica Oricon dei singoli più venduti in Giappone, vendendo 6 707 copie.

## Tracce
CD Singolo SECL-816
1. progressive - 5:41
2. Utsukushisa (うつくしさ) - 4:50
3. progressive ~instrumental~ - 5:41

## Classifiche
| Classifica (2009) | Posizione più alta |
| ----------------- | ------------------ |
| Giappone (Oricon) | 14                 |